# Sufan-Bewegung
Die Sufan-Bewegung (chinesisch 肃反运动 / 肅反運動, pinyin: sufan yundong), auch “Bewegung zur Beseitigung versteckter Konterrevolutionäre” (ch. 肃清暗藏的反革命分子运动 / 肅清暗藏的反革命分子運動, pinyin: suqing ancang de fangeming fenzi yundong), war eine Regierungskampagne gegen politische Gegner in China. Sie wurde von der Kommunistische Partei Chinas (KPCh) unter Mao Zedong ins Leben gerufen. Der Begriff „Sufan“ steht für „Konterrevolutionäre eliminieren (pinyin: suqing fangeming)“, die Bewegung gilt als eines der Menschenrechtsverbrechen der KPCh.

## Geschichte
Am 1. Juli 1955 gab das Zentralkomitee der Kommunistischen Partei Chinas die „Richtlinie zur Einleitung eines Kampfes zur Beseitigung verborgener konterrevolutionärer Elemente (关于展开斗争肃清暗藏的反革命分子的指示)“ heraus. Am 25. August 1955 gab es eine eindeutiger und repressiver ausgedrückte Fassung heraus: „Die Richtlinie über die gründliche Säuberung und Säuberung versteckter Konterrevolutionäre (关于彻底肃清暗藏的反革命分子的指示)“. Die Bewegung gilt als Fortsetzung des Falles der konterrevolutionären Hu-Feng-Clique. Die “Bewegung” endete Ende 1957.
Während der Bewegung war der “Überragende Führer” Mao Zedong der Ansicht, dass in China 95 % „gute Leute“ und 5 % „Konterrevolutionäre“ waren, die aus der Kommunistischen Partei, Regierungsbehörden und anderen Institutionen auf dem von der KP beherrschten chinesischen Festland “ausgeschlossen” werden müssen. Im Gegensatz zu der vorherigen „Kampagne zur Unterdrückung von Konterrevolutionären“ (1950–1953), die sich gegen (ehemalige) Mitglieder der Kuomintang in ländlichen Gebieten, Kleinstädten und Slums richtete, richtete sich die Sufan-Bewegung (1955–1957) auch gegen alle andere sogenannte Konterrevolutionäre wie nichtkommunistische Intellektuelle. Auch die Sufan-Bewegung gilt hierbei als Demozid.
Staatlichen chinesischen Forschern zufolge wurden während der Sufan-Bewegung über 1,4 Millionen Intellektuelle und Beamte verfolgt, 214.000 Menschen wurden verhaftet und insgesamt 53.000 Menschen wurden getötet. Unabhängige Forscher haben jedoch geschätzt, dass die Zahl der Ermordeten mehrere Hunderttausend betrug. Neuere Berichte schätzen die Zahl der Toten sogar weitaus höher ein.